# جانفرانکو زیجونی

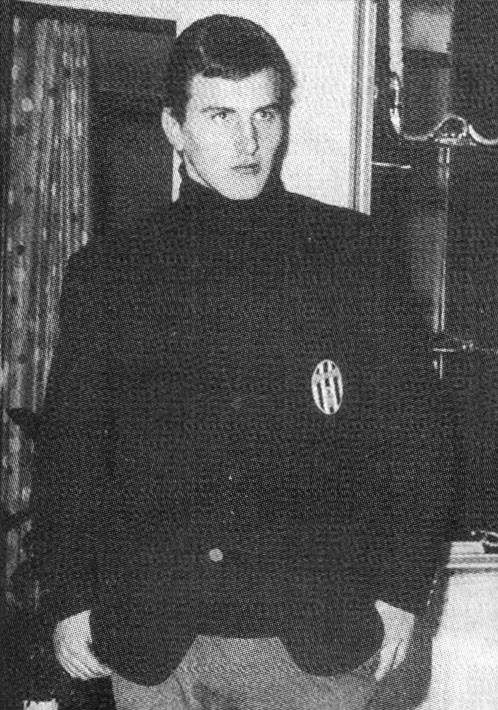
جانفرانکو زیجونی

جانفرانکو زیجونی (به ایتالیایی: Gianfranco Zigoni) بازیکن فوتبال و اهل ایتالیا است که از سال ۱۹۶۷ میلادی عضو تیم ملی فوتبال ایتالیا بوده و در ۱ بازی ملی حضور داشته‌است. او در بازی‌های ملی‌اش گلی به ثمر نرساند.
جانفرانکو زیجونی آخرین بازی ملی خود را در سال ۱۹۶۷ میلادی انجام داد.